# Commissario civile di Malta
Il  Commissario Civile britannico di Malta fu un funzionario che amministrò Malta durante l'insurrezione e successivamente durante il periodo del protettorato britannico sull'arcipelago, ovvero dal 1799 al 1813. 
Quando Malta divenne una colonia dell'Impero britannico, nel 1813, tale figura venne sostituita da quella del Governatore che rappresentava il Governo del Regno Unito.

## Lista dei Commissari Civili (1799–1813)
| Nome                            | Ritratto | Nato/Morto | Dal             | Al              |
| ------------------------------- | -------- | ---------- | --------------- | --------------- |
| Sir Alexander Ball              |          | 1757–1809  | 9 febbraio 1799 | febbraio 1801   |
| Sir Henry Pigot                 |          | 1750-1840  | febbraio 1801   | luglio 1801     |
| Charles Cameron                 |          | 1766-1820  | luglio 1801     | 1802            |
| Sir Alexander Ball (restaurato) |          | 1757–1809  | 1802            | 25 ottobre 1809 |
| Sir Hildebrand Oakes            |          | 1754-1822  | maggio 1810     | 23 luglio 1813  |